# مايك تايلور (لاعب كريكت بريطاني)
مايك تايلور (15 أغسطس 1944 - ) (بالإنجليزية: Mike Taylor)‏ هو لاعب كريكت بريطاني.